# Пуно
Пуно (аймар. і кечуа Punu; ісп. Puno) — місто на південному сході Перу, розташоване на березі озера Тітікака на висоті 3860 метрів над рівнем моря. Місто є столицею регіону Пуно і провінції Пуно. Воно було засноване 1668 року віце-королем Педро Антоніо Фернандесом де Кастро як адміністративний центр провінції Паукаркойя з назвою Сан-Хуан-Батісто-де-Пуно. Пізніше поселення перейменували на Сан-Карлос-де-Пуно, на честь короля Карлоса II.

## Клімат
Місто перебуває у зоні так званої «гірської тундри», котра характеризується кліматом арктичних пустель. Найтепліший місяць — січень із середньою температурою 8 °C (46.4 °F). Найхолодніший місяць — липень, із середньою температурою 2.8 °С (37 °F).
| Клімат Пуно             | Клімат Пуно | Клімат Пуно | Клімат Пуно | Клімат Пуно | Клімат Пуно | Клімат Пуно | Клімат Пуно | Клімат Пуно | Клімат Пуно | Клімат Пуно | Клімат Пуно | Клімат Пуно | Клімат Пуно |
| Показник                | Січ.        | Лют.        | Бер.        | Квіт.       | Трав.       | Черв.       | Лип.        | Серп.       | Вер.        | Жовт.       | Лист.       | Груд.       | Рік         |
| Середня температура, °C | 8           | 8           | 7,9         | 6,8         | 4,8         | 2,9         | 2,8         | 3,8         | 5,8         | 7           | 7,7         | 8           | 6,1         |
| Норма опадів, мм        | 158.7       | 157.7       | 133         | 38          | 14.6        | 2.2         | 3.3         | 7.5         | 28.2        | 35.1        | 54.3        | 119         | 751.6       |
| Днів з опадами          | 16,1        | 22,5        | 12,8        | 6,9         | 3,1         | 1,2         | 1,6         | 2,5         | 6,4         | 7,1         | 7,4         | 12,7        | 100,3       |
| Вологість повітря, %    | 67.7        | 70.1        | 68.6        | 59.8        | 51          | 45.8        | 46.9        | 49.9        | 51.9        | 50.7        | 51.6        | 60.2        | 56.2        |
| ----------------------- | ----------- | ----------- | ----------- | ----------- | ----------- | ----------- | ----------- | ----------- | ----------- | ----------- | ----------- | ----------- | ----------- |
| Джерело: Weatherbase    |             |             |             |             |             |             |             |             |             |             |             |             |             |

## Економіка
Зараз Пуно — важливий сільськогосподарський центр, що також має підприємства легкої промисловості та суднобудівельну верф. Воно також є кінцевим пунктом залізниці Мольєндо — Пуно. Через Пуно йде значна частина болівійських експортно-імпортних вантажів. За наказом президента Алана Гарсії, місто оголошене особливою економічною зоною.

## Культура
Пуно часто називають культурною столицею Перу. По берегах озера Тітікака і на плаваючих островах, побудованих з очерету, живуть індіанці Урос, які зберегли традиції і звичаї предків.
Покровителька — Діва Марія Канделярійська.